# Jean Lawski
Jean (Jan) Lawski, född Jan Ławski 12 april 1842 i Raezki i Polen, död 13 januari 1913, var en polsk-svensk antikhandlare i Norrköping.
Jan Ławski kom utblottad 1864 till Sverige från det ryskockuperade Polen som flykting, på samma båt som Henryk Bukowski. Han började som skräddare i Jönköping och öppnade 1879 skrädderi och butik i hörnet av Olai kyrkogata och Skolgatan i Norrköping. Han övertog senare av Philip Gottschalk (1842-1924) "Engelska magasinet" i hörnet av Hamngatan och Drottninggatan.
Jean Lawski blev förmögen och byggde flera hus bredvid varandra i kvarteret Bron vid Hamngatan, omedelbart väster om dåvarande Oskar Fredriks bro, nuvarande Saltängsbron. Först byggdes på 1880-talet ett palats i normandisk stil. Efter tio år ersatte han 1897 byggnaden intill, i hörnet av Drottninggatan och Hamngatan, där han drivit Engelska magasinet, med ett elegant hyreshus, idag kallat Ławskihuset. År 1906 uppförde han ett tredje paradhus i kvarteret. 
Han bedrev antikhandel och blev en erkänd expert. Han förmedlade bland annat den Segerstéenska tavelsamlingen, vilken utgör grunden till Norrköpings konstmuseum och såg också till att staden köpte Finspångs slottsbibliotek. Han donerade föremål till det Polska nationalmuseet i Rapperswil i Schweiz samt en stor samling keramik från Rörstrands porslinsfabrik och Mariebergs porslinsfabrik till Norrköpings konstmuseum.
Han gifte sig med Róża Oderfeld (1859-1941) och hade med henne dottern Svea (född 1880), sångerska som övertog antikhandeln i Norrköping, samt sönerna Sven Lawski (född 1884), jurist, och 
Lars Lawski (född 1886), ingenjör.